# 藤崎吉五郎
藤崎 吉五郎（ふじさき きちごろう、弘化2年10月2日（1845年11月1日） - 慶応2年9月12日（1866年10月20日））は、幕末の土佐藩士。元治元年（1864年）6月5日の池田屋事件に巻き込まれて死亡した藤崎八郎の弟。
慶応2年（1866年）の長州征伐が一段落した際、幕府が三条大橋に掲げた高札が抜き取られて川に投げ捨てられると言う事態がたびたび起こった。そこで幕府は新選組に高札場の警備を依頼する。その9月12日、藤崎は松島和助、宮川助五郎、沢田甚兵衛、安藤鎌次、岡山禎六、早川安太郎、中山謙太郎などと共に三条大橋を訪れて高札を引き抜こうとしたため、見張りについていた新選組の原田左之助・新井忠雄らから襲撃を受け、長剣を振るって応戦したが死亡した（三条制札事件）。高札を棄てたのが全て藤崎らの仕業だったかどうかは不明。
1898年（明治31年）、従五位を贈られる。